# Lagenipora aragoi
Lagenipora aragoi är en mossdjursart som beskrevs av Ernst Marcus 1955. Lagenipora aragoi ingår i släktet Lagenipora och familjen Celleporidae. Inga underarter finns listade i Catalogue of Life.